# Paul Gerhard Klussmann
Paul Gerhard Klussmann (* 25. Februar 1923 in Bielefeld; † 13. Juni 2019 in Bochum) war ein deutscher Germanist und Hochschullehrer.

## Leben
Klussmann studierte in Münster bei Benno von Wiese und Wolfdietrich Rasch. Nach seiner Dissertation mit dem Titel Die Deutung der Kunst und die Bestimmung des Dichters bei Stefan George war er einige Zeit im Schuldienst und später Wissenschaftlicher Assistent bei Rasch. 1965 wurde Klussmann als Professor für Neuere deutsche Literatur an die Pädagogische Hochschule in Siegen berufen, 1971 an die Ruhr-Universität Bochum. Bis zu seiner Emeritierung 1988 war Klussmann dort Professor für Germanistik an der Fakultät für Philologie.

## Wirken
Klussmann galt als Stefan-George-Experte und Fachmann für die deutsche Literatur der Romantik und der Biedermeierzeit. Ein weiterer Schwerpunkt war die vergleichende Deutschlandforschung und die Deutsche Teilung. Von 1989 bis 2002 leitete er als geschäftsführender Direktor das von ihm mitgegründete Institut für Deutschlandforschung, das fakultätsübergreifend den deutschen Einigungsprozess erforscht. Seit 2002 war er dort stellvertretender geschäftsführender Direktor. Von 1995 bis 2000 leitete er das Modell Bochum zur Weiterqualifizierung russischer Germanisten und seit 2001 das Internationale Promotionskolleg Ost-West. 1998 war er Gastprofessor an der Universität Bologna.

## Auszeichnungen
Zu seiner Emeritierung und erneut 1999 erschienen Festschriften zu seinen Ehren.
Im Jahre 2000 erhielt Klussmann „für seinen herausragenden Einsatz für die internationale Zusammenarbeit der Universitäten und die Förderung des Prozesses der Deutschen Einheit“ das Bundesverdienstkreuz 1. Klasse.
Im Jahre 2003 erhielt er die Ehrendoktorwürde der Universität Bologna.